# SITRAJ
Este Sindicato de Trabajadores Judiciales de Corrientes  es una organización gremial de trabajadores judiciales de la Provincia de Corrientes, que depende a nivel nacional de la Federación Judicial Argentina. 
Su fundación data del año 1957, donde el país se encontraba en una gran problemática por el golpe de Estado comenzado el año 1955, lo que trajo acarreado cuestiones de la misma índole a nivel provincial donde se estableció este mismo. 
Tuvo grandes sucesos y enfrentamientos obreros a lo largo de sus años, buscando su principal objetivo como sindicato, defender a los derechos de los trabajadores, en este caso, judiciales.

## Historia

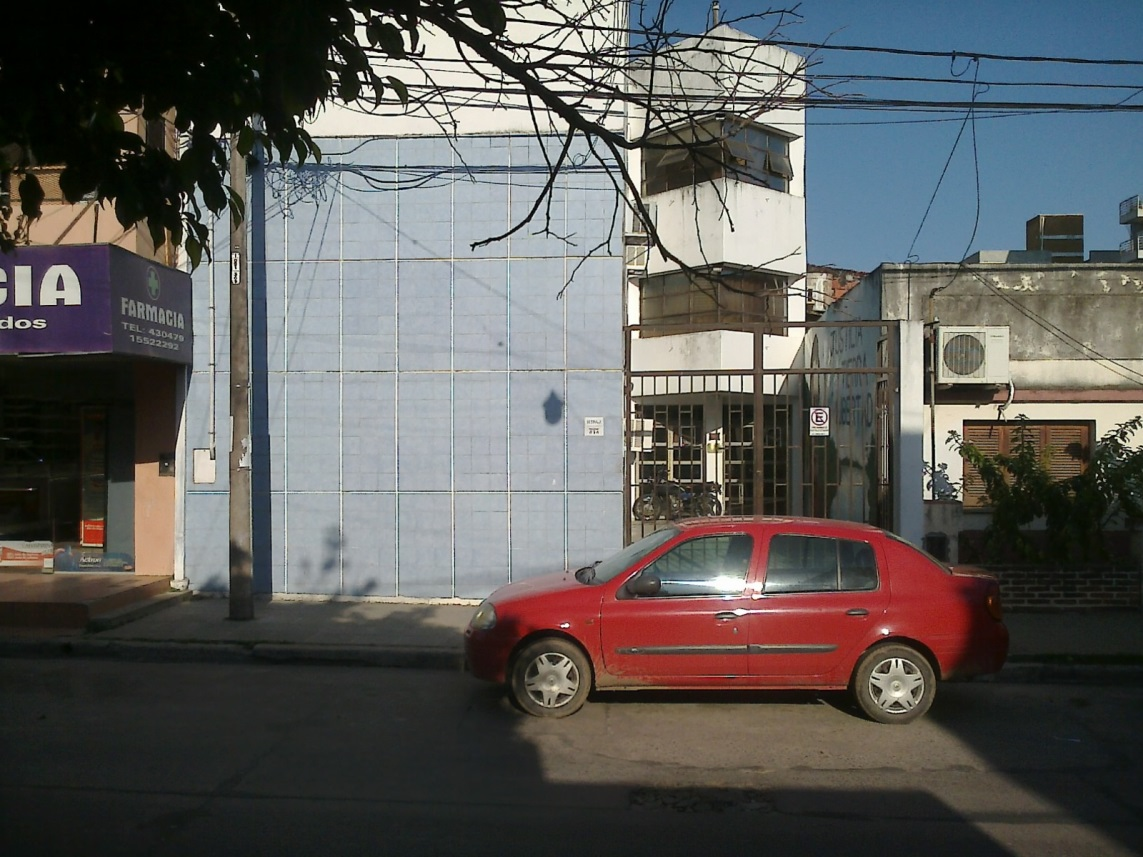
Frente del Sindicato SITRAJ

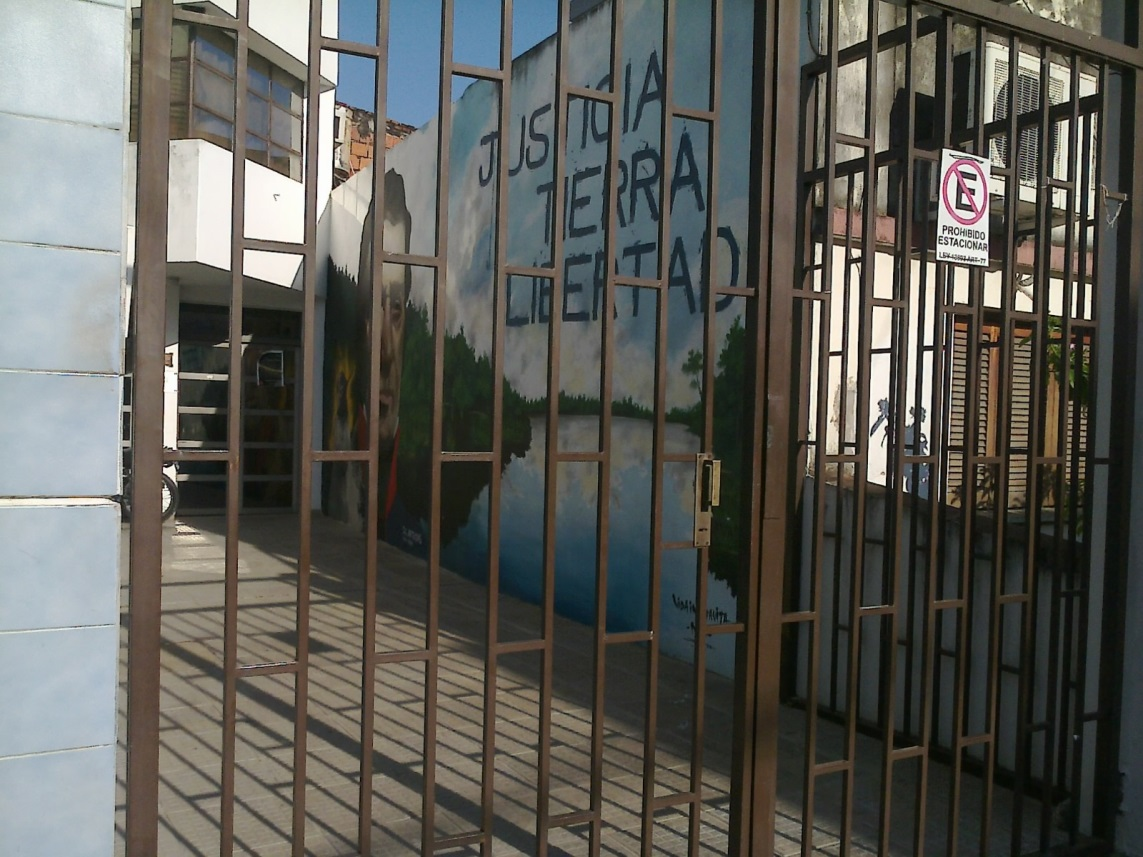
Ingreso del Sindicato

La entidad gremial nació el 26 de septiembre de 1957, con el nombre de Asociación Gremial de Empleados Judiciales para tomar la denominación actual en 1973. Surgió en tiempos difíciles, debido al contexto político y social que vivía el país, y recorrió ya más de medio siglo. En el camino encontró persecución, represión, muerte, proscripción, censura e innumerables limitaciones, que personas con sus ideales firmes hicieron frente para que hoy se pueda estar de pie sosteniendo las mismas banderas, de un trabajo digno con retribución justa aunque reeditando continuamente las luchas para que los oficiales que se encontraban en el poder no quiten los ideales que se habían implantado como los derechos conseguidos.
Hoy en día la realidad del Poder Judicial provincial, que conduce con sus objetivos en el corto y largo plazo, posee la necesidad de programas de formación de dirigentes y de las campañas de afiliación como así también la necesidad de un Convenio Colectivo Nacional a través de la articulación con la Federación Judicial Argentina y el resto de los gremios adheridos a ella.

## Principales Conflictos

### Conflictos Salariales
Esta asociación tuvo numerosos conflictos obreros con el objetivo de lograr mejoras salariales para sus trabajadores.
Uno de los más grandes sucesos respecto a este tema se produjo durante los años 1998 y 1999, cuando los trabajadores integrantes del sindicato se unieron para dar un grito de alerta sobre el inconveniente de no cobrar sueldos.En ese periodo gobernaba la provincia el señor Raúl Rolando Romero Feris (más conocido como “Tato” Romero Feris). 
Los trabajadores de la actividad estuvieron 4 meses sin cobrar su sueldo y el aguinaldo del último año. Sumado al problema de la falta de pago, otro inconveniente que se presentaba en esos años era el cobre de haberes en bonos CeCaCor (Certificados de Cancelación de Obligaciones). Como medidas de acción, los trabajadores tomaron la plaza Cabral de la ciudad de Corrientes durante 6 meses (de junio a diciembre), y también se instalaron en el puente General Belgrano durante 17 días.
Hoy en día continúan sus luchas por lograr todos los años aumentos de sueldos a través de las paritarias. Para obtener este objetivo, realizan convocatorias a movilizaciones de los trabajadores judiciales desde el edificio del Poder Judicial que se encuentra en calle 9 de Julio N 1099 esquina San Juan, hacia el Superior Tribunal de Justicia, el cual está ubicado en calle Carlos Pellegrini N 934, Corrientes Capital. (Entrevista)

## Actuación del Sindicato
En la ciudad de Pasos de los Libres, Corrientes, en el mes de septiembre del año 2014, se produjo el fallecimiento del señor Flavio Ariel Cabrera de 33 años de edad.
Este trabajador del Poder Judicial comenzó anteriormente con problemas físicos por presión y hostigamiento de su jefa, la Dra. Roxana Romero, titular de la Fiscalía de Instrucción, Correccional y de Menores N° 1. Según denuncias, la Dra. Romero obligaba a Cabrera a trabajar mayor cantidad de horas diarias que las establecidas por la ley laboral, quien además recibía órdenes diferentes continuamente que no permitían el normal desarrollo de sus tareas. Todas estas causas con el tiempo fueron produciendo ciertas reacciones como constante miedo, desprecio o desanimo en dicha persona, llevándolo finalmente a la muerte.
Tras fallecer el señor Cabrera, el mismo día del velatorio se solicitó audiencia con el presidente del Superior Tribunal de Justicia (STJ), Dr. Guillermo Horacio Semhan. El reclamo fue puntual, porque la Fiscal Romero ya poseía denuncias. Actualmente la Dra. está suspendida de su cargo.
Hoy muchos trabajadores pasan por esta misma situación porque puertas adentro de cada una de las dependencias del Poder Judicial transcurre una historia diferente a la que públicamente se observa.
Bastaría tan sólo un relevamiento para notar la gran cantidad de trabajadores que padecen enfermedades propias del estrés laboral, ya sean físicas o mentales; aunque muchos trabajan aún enfermos porque no pueden permitirse perder el día.
El gremio judicial viene denunciando estas situaciones y proponiendo la conformación de equipos de trabajo con las autoridades judiciales, para seguir y atacar estas problemáticas. Lamentablemente esto no se pudo concretar

## Casos de violencia laboral
Como sabemos, la violencia laboral es una forma de abuso de poder que tiene por finalidad excluir o someter al otro. En el trabajador o trabajadora afecta su salud psicofísica y puede producir consecuencias negativas en sus relaciones sociales en general. Este tipo de situación se repite continuamente en todos los ámbitos laborales, por lo que también ocurre cotidianamente dentro del Poder Judicial. Un ejemplo sería cuando se le descontó a un empleado judicial la totalidad del sueldo por un embargo, sin razones y sin permitirle demostrar lo contrario.
En todos los casos mencionados anteriormente, en los problemas y enfrentamientos que llevan los trabajadores, el gremio actúa apoyando a los trabajadores y colaborando con el cumplimiento de sus derechos reconocidos por la ley.
Se busca lograr los salarios más adecuados para cada tipo de trabajo, ya que a causa de depender del Estado, estas personas no alcanzarían a obtener el sueldo que les corresponde, por lo que este sería mucho más bajo de lo que el sindicato logra obtener.
Con los aportes que realizan los afiliados se logra mantener el sindicato y todos los gastos que demanda esto. Implica mucho más, puesto que está inserto en un contexto social, y abarca todo lo que sea el aspecto del medio ambiente y denuncia de todo tipo de corrupción.
La organización sindical estará en todo lugar en el que haga falta, intentando aportar una respuesta esclarecedora, dinamizadora de la justicia y la defensa legítima de los derechos, para todos los flagelos a que se ven sometidos los trabajadores y trabajadoras judiciales.

## Concientización
Para hacer frente a los problemas cotidianos por los que deben pasar los trabajadores, el SITRAJ organiza y realiza diferentes jornadas sobre distintos temas considerados importantes. Por ejemplo, los días 17 y 19 de noviembre del año 2014 se realizó un programa de abordaje del problema de la violencia laboral. La misma fue realizada sobre la base de una propuesta diseñada por Carlos Manzo, Secretario de Formación de la Asociación Judicial Bonaerense y la Federación Judicial Argentina, quien ejerció la coordinación de todo el encuentro.
La tarea consistió en actividades grupales, movilizantes, que tocaron cuestiones a fondo, a fin de reflexionar y enfrentar el problema en debate. La actividad fue realizada en conjunto entre trabajadores, jueces y funcionarios, todo ello en una cultura del trabajo eminentemente conservadora.